# Towarzystwo Gimnastyczne „Sokół” Bukówiec Górny

## TG „Sokół”1921–1939
Założone z inicjatywy Jana Bury (1887 - 1931) działacza polonijnego z Westfalii, oraz byłych emigrantów „westfalaków”. Przed II wojną światową liczba członków dochodziła do 100 osób. W dniu 21 sierpnia 1921 r. poświęcono sztandar, na którym obok wizerunku Tadeusza Kościuszki widnieje napis: „Jedność, Zapał i Męstwo da Sokołom Zwycięstwo” - dzisiaj sztandar ten znajduje się w kościele bukówieckim. Podstawowym celem towarzystwa było uprawianie sportu - przede wszystkim lekkoatletyki i gimnastyki. W 1925 r. utworzono także zespół akrobatyczny. Ćwiczono na sali Marcina Polocha, gdzie również organizowano zabawy i przedstawienia teatralne. Członkowie występowali licznie i często na imprezach i zjazdach sokolich, zdobywając nagrody i wyróżnienia.

## TG „Sokół” od 1990
Działalność tego Towarzystwa, brutalnie przerwana przez hitlerowców, a następnie zakazana przez władze komunistyczne, została wznowiona po ponad półwiekowej przerwie. Stało się to z inicjatywy Grzegorza Mierzyńskiego, który w dniu 11 lutego 1990 roku powołał do życia sokolstwo bukówieckie, nawiązując do przedwojennej tradycji.
Towarzystwo Gimnastyczne „Sokół”, którego siedziba mieści się w Wiejskim Domu Kultury, jest organizacją kierującą się etyką chrześcijańską, szerzącą kulturę fizyczną wśród społeczeństwa poprzez prowadzenie gimnastyki indywidualnej i grupowej oraz innych dyscyplin o charakterze sportowym i ogólnorozwojowym, w tym różnych form wypoczynku dla podnoszenia sprawności fizycznej społeczeństwa oraz poczucia ofiarności i obowiązkowości w służbie „Bogu i Ojczyźnie”. Hasło: „W zdrowym ciele zdrowy duch”, przy czym wartości duchowe zawsze winne wyprzedzać sprawność fizyczną.
Liczba członków: na pierwszym zebraniu 11.02.1990 r. zapisało się 10 osób, następnie liczba członków wzrastała - 16 (1991 r.), 24 (1998 r.) i 34 (2004 r.)aż do dziś (2009) osiągając liczbę przekraczającą 50 osób.

## Kolejni prezesi
- Grzegorz Mierzyński (1990-1991),
- Antoni Marcinek (1991-1997),
- Grzegorz Mierzyński (1997-2000),
- Szymon Marcinek (2000- 2008),
- Paweł Marcinek od 2009.

## Cele
Towarzystwo swoje cele osiąga przez prowadzenie ćwiczeń i gier sportowych, organizowanie młodzieży w drużyny sokole, tworząc dla niej kursy, wycieczki, kolonie, budowanie ducha patriotycznego poprzez organizowanie i uczestnictwo w uroczystościach patriotyczno-religijnych, w tym świąt państwowych.
W Sokole działają sekcje: gimnastyczna z siłownią, siatkówki oraz motorowa.
W ciągu roku „Sokół” bierze udział w następujących imprezach:
- 6 stycznia - rocznica wybuchu Powstania Wielkopolskiego w Bukówcu;
- 80. i 85. rocznicę obchodzono z udziałem kompanii honorowej Wojska Polskiego, w tym dniu urządzane są także Biegi Powstańcze.
- 3 Maja - współudział w Zawodach Zaprzęgów Konnych,
- a we wrześniu w corocznych rajdach samochodowych „Śladami Września” połączonych z dniem Sokoła, w którym druhowie uczestniczą we mszy św., a następnie przechodzą na cmentarz, by tam uczcić zmarłych członków „Sokoła”.
Co roku urządza się turnieje strzeleckie o Puchar Naczelnika i Naczelniczki „Sokoła”. W karnawale organizuje się bal maskowy, a w okresie Świąt Bożego Narodzenia spotkanie opłatkowe.
Urządza się też specjalne wyjazdy, np. do Rzymu w 1998 r., na Litwę w 1999 r., do zakopanego i Bydgoszczy na spotkanie z Ojcem Świętym, do Częstochowy, na Kongres Eucharystyczny w Poznaniu, na uroczystość 75. rocznicy Powstania Wlkp. w poznaniu, czy do Śremu na odsłonięcie pomnika ks. Piotra Wawrzyniaka.

## Bieg „Sokoła”
Jednak największym dorobkiem bukówieckiego „Sokoła” są dobrze przygotowane i sprawnie przeprowadzone corocznego Biegu Sokoła, urządzane w każdą pierwszą niedzielę kwietnia. Jest to impreza ogólnopolska, która wspaniale się rozwinęła. Jeśli w pierwszym Biegu 1985 r. na dystansie 10 km wzięło udział ośmiu zawodników, to ostatnio (2009 r.) w biegu głównym na 15 km wystartowało 325 zawodników, z których 318 ukończyło Bieg. W ramach tego Biegu, odbywają się także mistrzostwa Polski lekarzy, w których ostatnio wzięło udział 33 zawodników. Licznie obsadzony był młodzieżowy bieg na 5 km. Łącznie w biegach młodzieżowych i dzieci na dystansach 1 km i 2 km oraz przedszkolaków wzięło udział ponad 600 zawodników. Należy podkreślić znakomitą oprawę artystyczno- sportową, którą stanowią: Zespół Regionalny im. A. Markiewicz i wspaniałe Sokoliki przygotowane przez dha Dariusza Wandolskiego, oraz kapela dudziarska, towarzysząca uroczystej dekoracji zawodników.